# James Rector
John Alcorn "James" Rector (22. juni 1884 – 10. marts 1949) var en amerikansk atlet som deltog i OL 1908 i London.
Rector vandt en sølvmedalje i atletik under OL 1908 i London. Han kom på en andenplads i 100 m efter Reggie Walker fra Sydafrika.